# Kamienica Wilhelma Gramtza w Szczecinie
Kamienica Wilhelma Gramtza przy ul. Śląskiej 38 w Szczecinie – zabytkowy budynek mieszkalno-usługowy, znajdujący się na obszarze szczecińskiego osiedla Centrum, w dzielnicy Śródmieście. Wraz z bliźniaczą kamienicą przy ulicy Rayskiego 29 tworzy południowo-zachodnią pierzeję placu Grunwaldzkiego.
Kamienica powstała w latach 1892–1893 dla Wilhelma Gramtza.

## Opis
Budynek jest obiektem pięciokondygnacyjnym, przy czym elewacja od strony ulicy Śląskiej jest dłuższa, dziewięcioosiowa, a od strony placu Grunwaldzkiego krótsza, czteroosiowa. Parter budynku ozdobiono boniowaniem. Między 5 a 6 osią od strony ulicy Śląskiej umiejscowiono obramowaną paskiem bramę wejściową, którą wieńczą dwa putta. Lewe, przysłaniające joński kapitel i trzymające w ręku tablicę, jest alegorią nauki. Prawe, przysłaniające koło zębate i trzymające w rękach młot i kielnię, jest alegorią rzemiosła.
Przestrzeń pod niektórymi oknami pięter wypełniono płycinami i konsolami. Osie nr 2, 3 i 6, 7 od strony ulicy Śląskiej umieszczono w ryzalitach. Okna ryzalitów na pierwszym i drugim piętrze ozdobiono półkolumnami w porządku korynckim, a okna trzeciego piętra zwieńczono maszkaronami. Ryzality koronują szczyty z owalnymi okienkami poddasza. Pomiędzy ryzalitami na każdym z pięter rozmieszczono balkony. Na pierwszym piętrze balkony ogrodzono tralkową balustradą, a na wyższych piętrach balustradą kutą. Po obu stronach niektórych okien pierwszego piętra umieszczono półkolumny doryckie dźwigające trójkątne naczółki. Poszczególne kondygnacje kamienicy wydzielają gzymsy. Narożnik w formie wykusza, pod którym umieszczono wejście do lokalu usługowego ujęte w portal zamknięty łukiem. Narożnikowy wykusz wieńczy dwuczęściowy hełm z przezroczem i iglicą. Elewacja frontowa od strony placu Grunwaldzkiego charakteryzuje się skromniejszym wystrojem od elewacji bocznej. Najbogatszy wystrój otrzymały dwie środkowe osie. Na każdym z pięter do drugiej i trzeciej osi przylega balkon z kutą balustradą. Na pierwszym piętrze ozdobę środkowych okien stanowią pilastry korynckie i głowy maszkaronów. Elewację wieńczy szczyt z trójkątnym naczółkiem i owalnym okienkiem poddasza. Dach kamienicy jest dwupołaciowy, jednospadowy. Połacie dachu pokrywa czerwona dachówka ceramiczna.

## Galeria

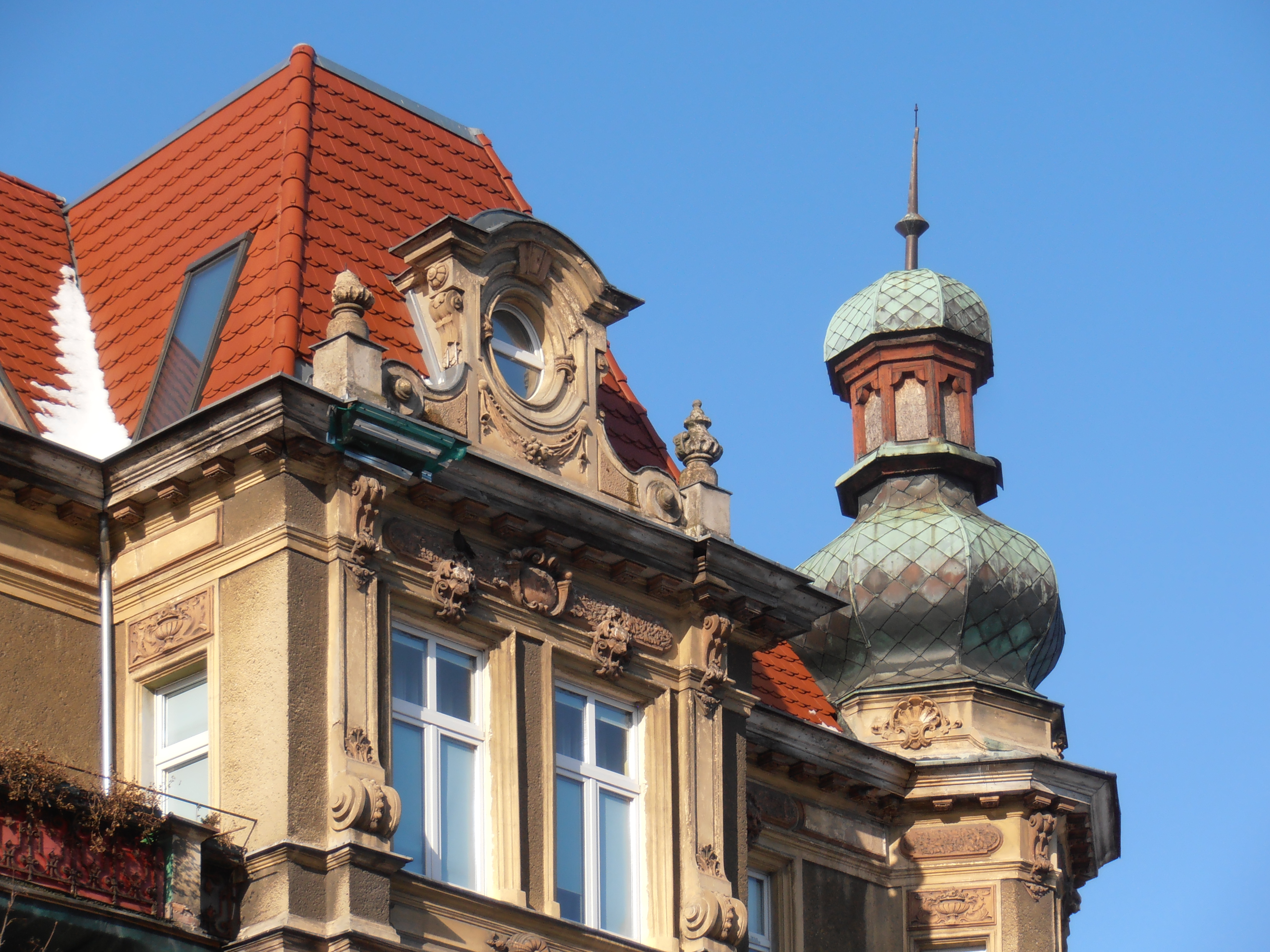
Hełm narożnego wykuszu
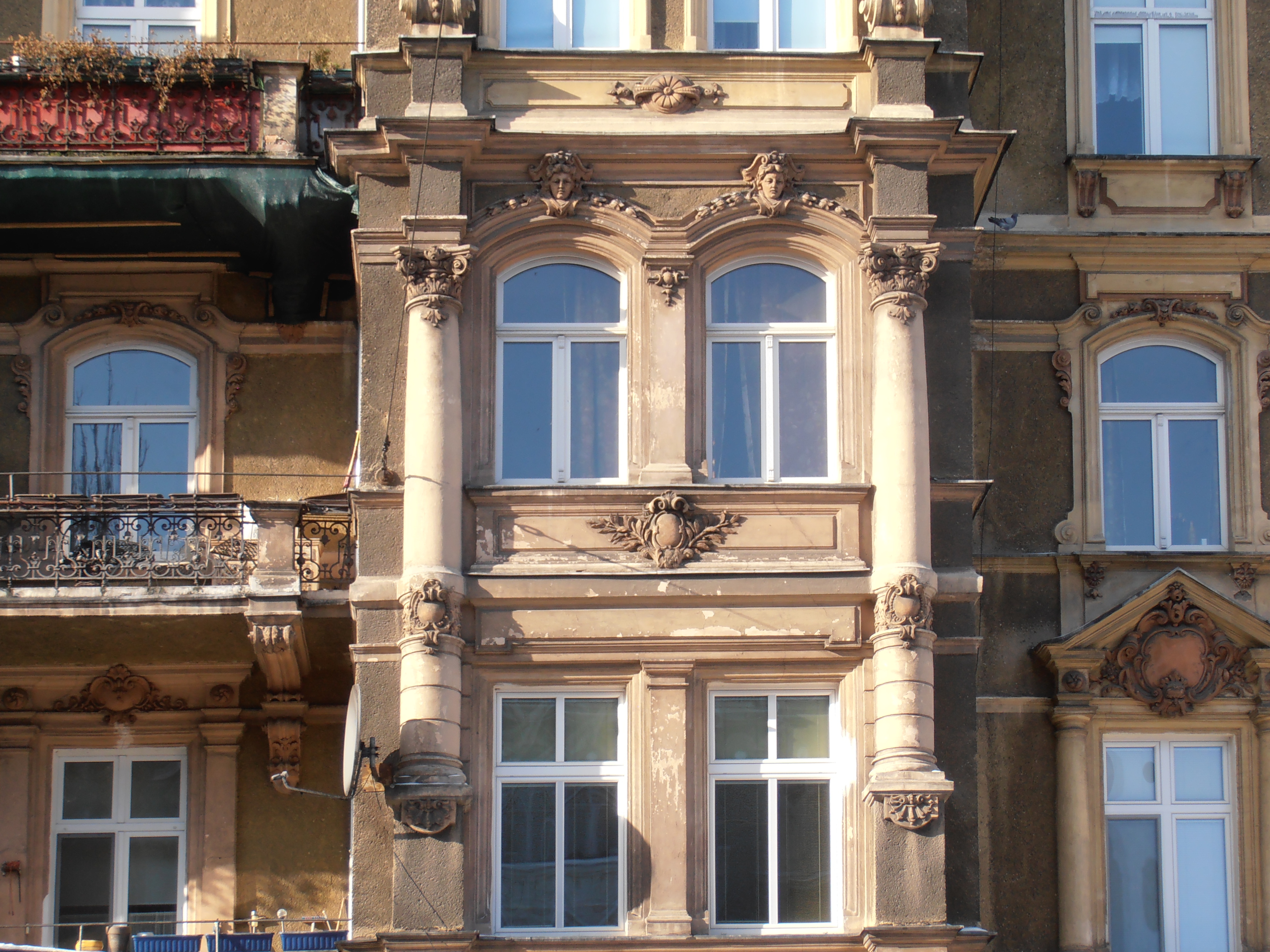
Kolumny zdobiące boczny ryzalit
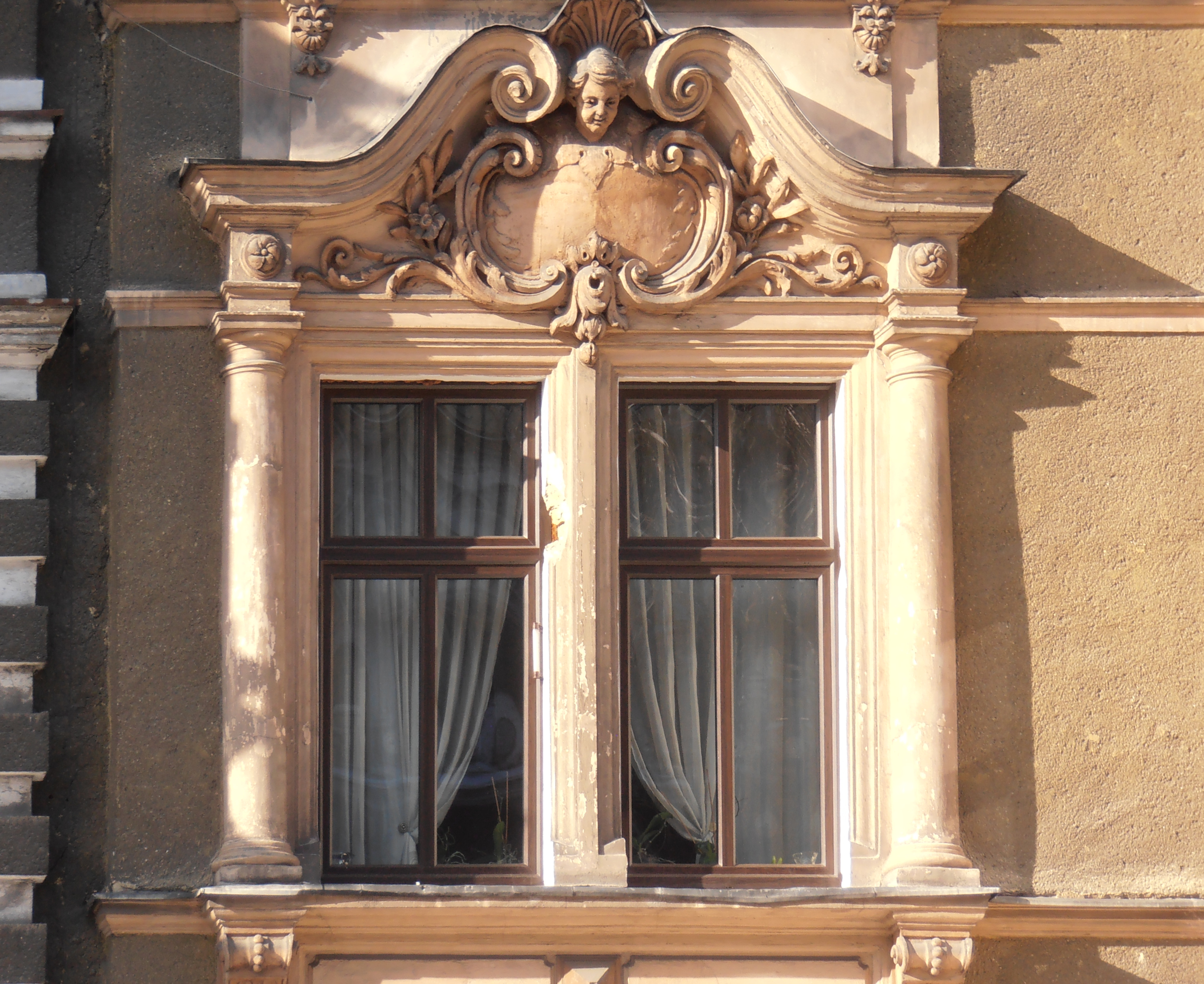
Zdobienia na 1. piętrze
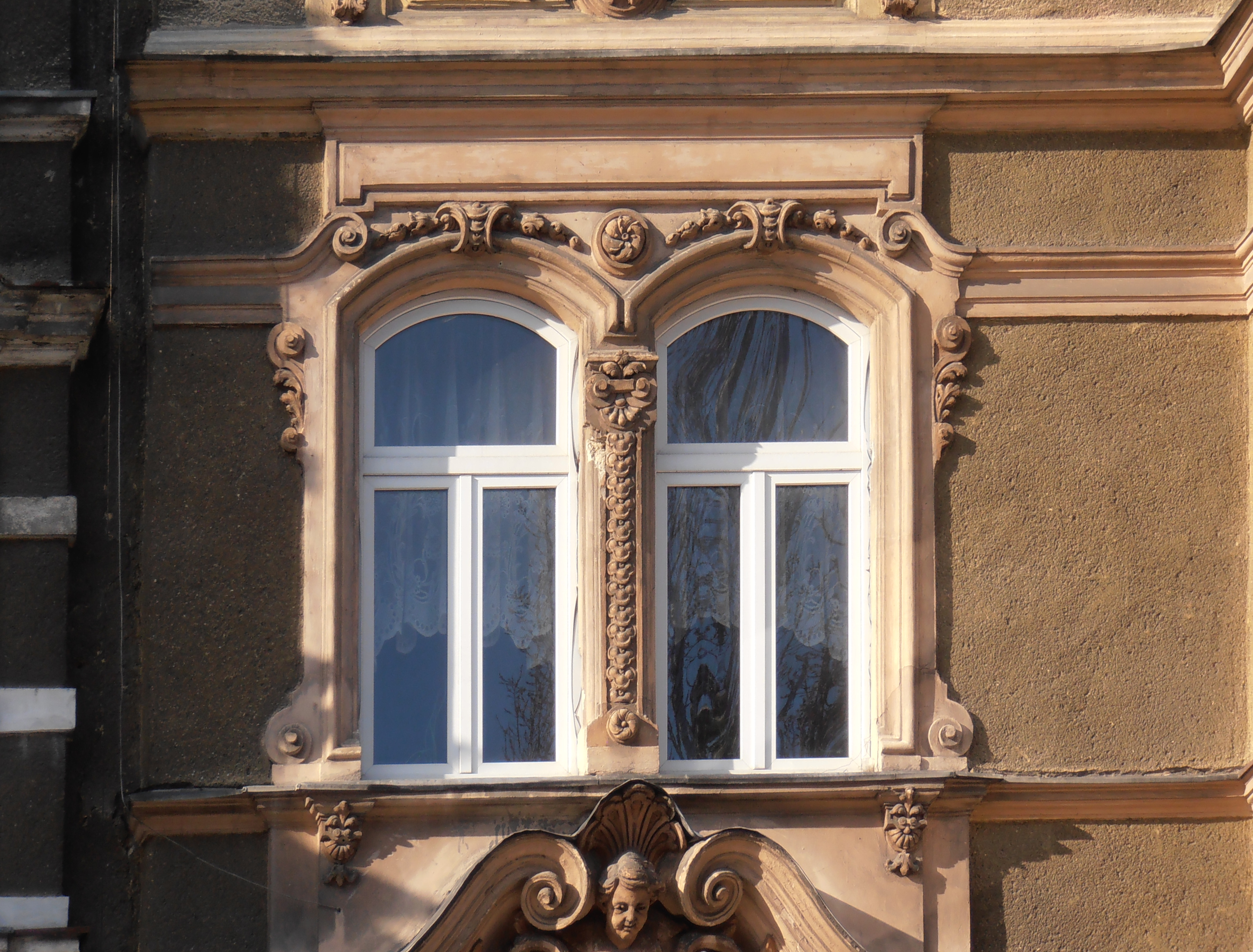
Zdobienia na 2. piętrze
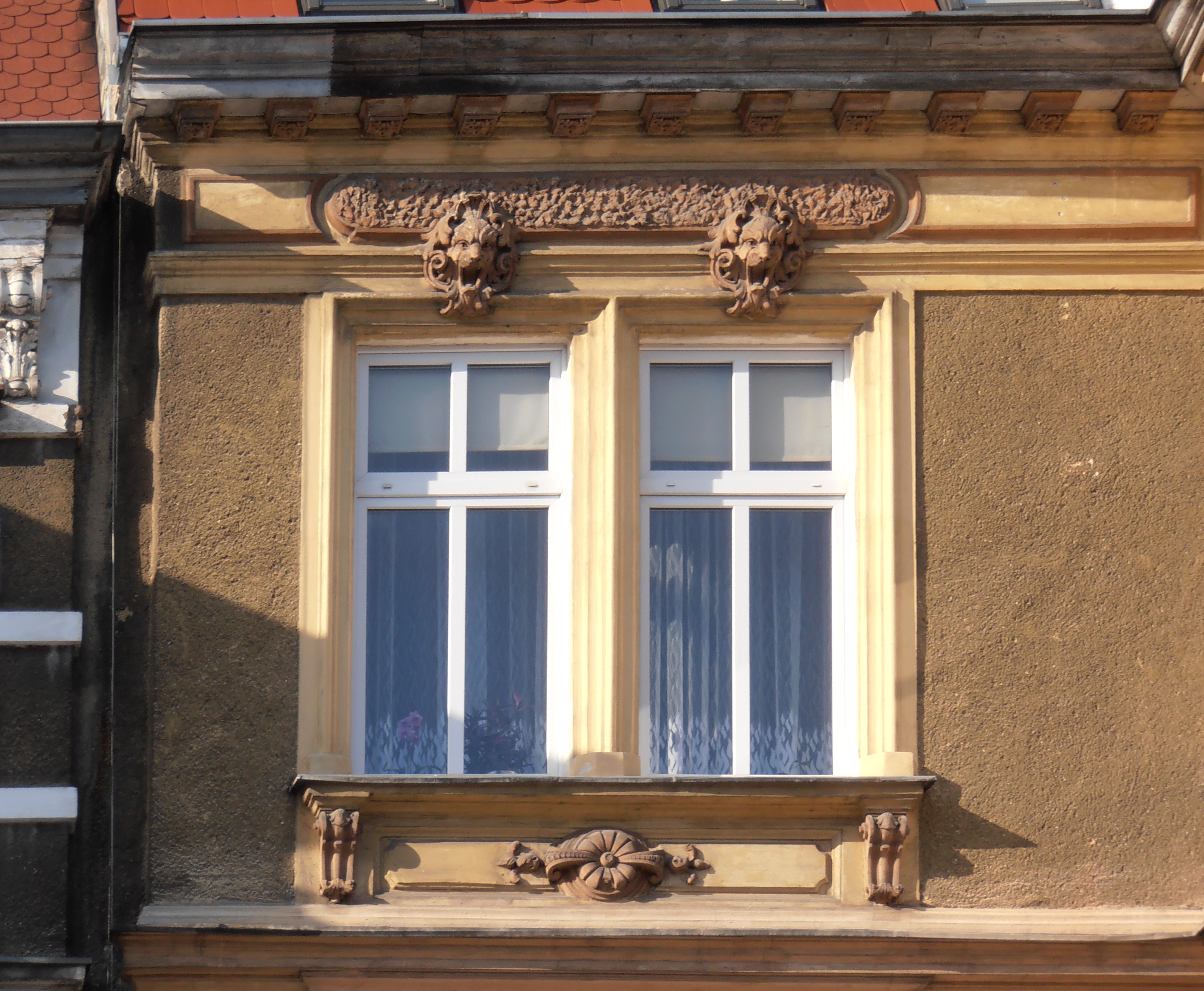
Zdobienia na 3. piętrze
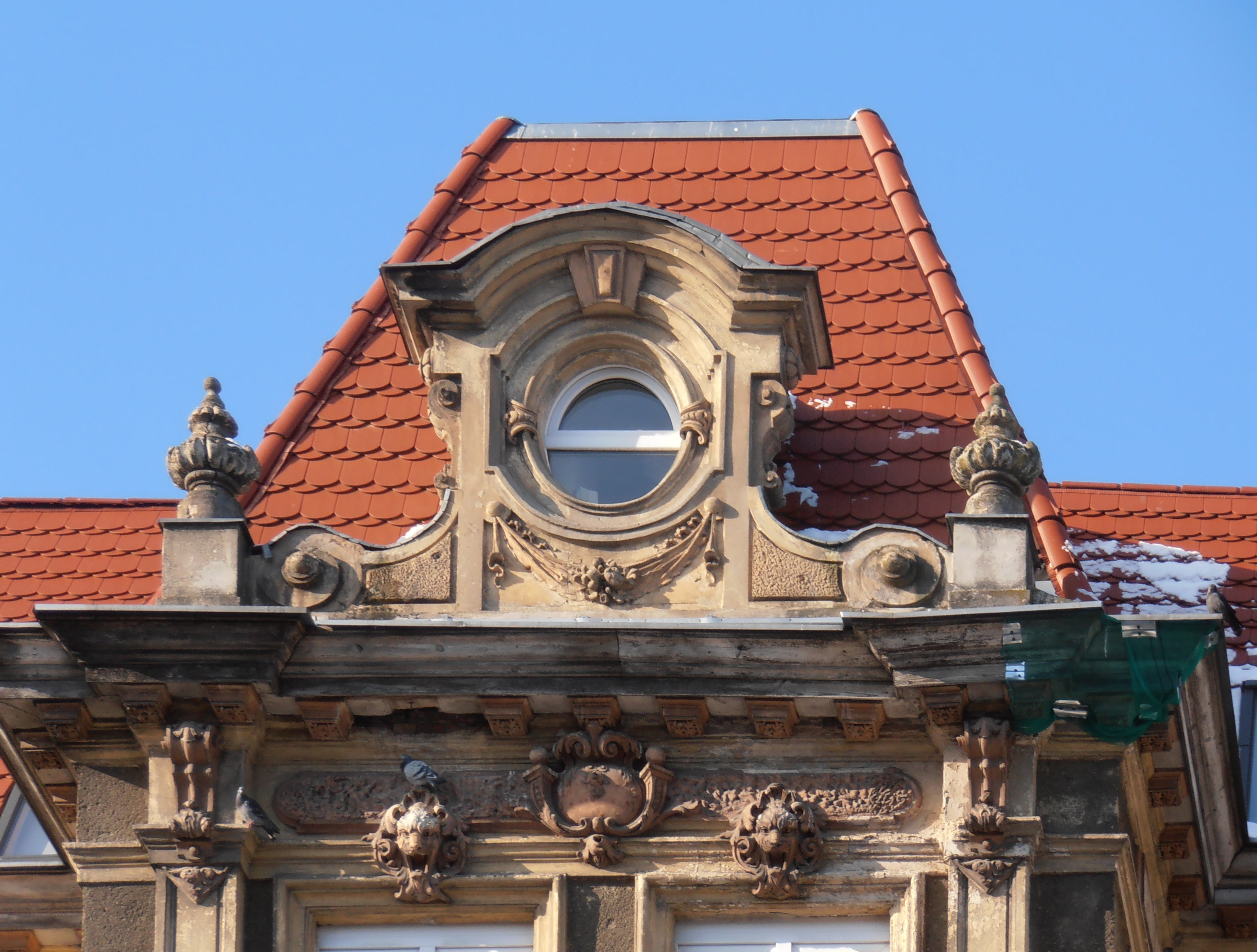
Szczyt bocznego ryzalitu
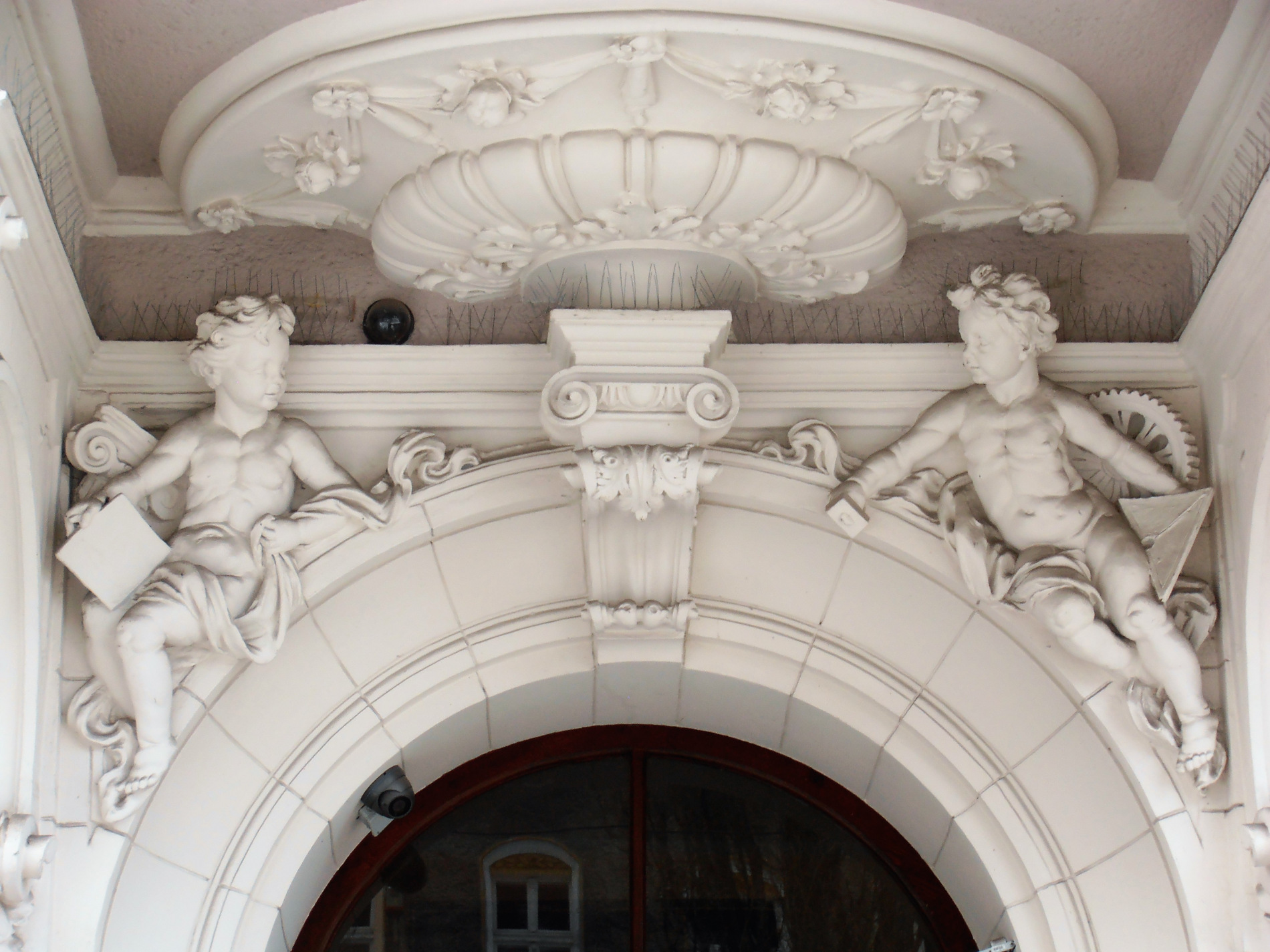
Alegorie nauki i rzemiosła
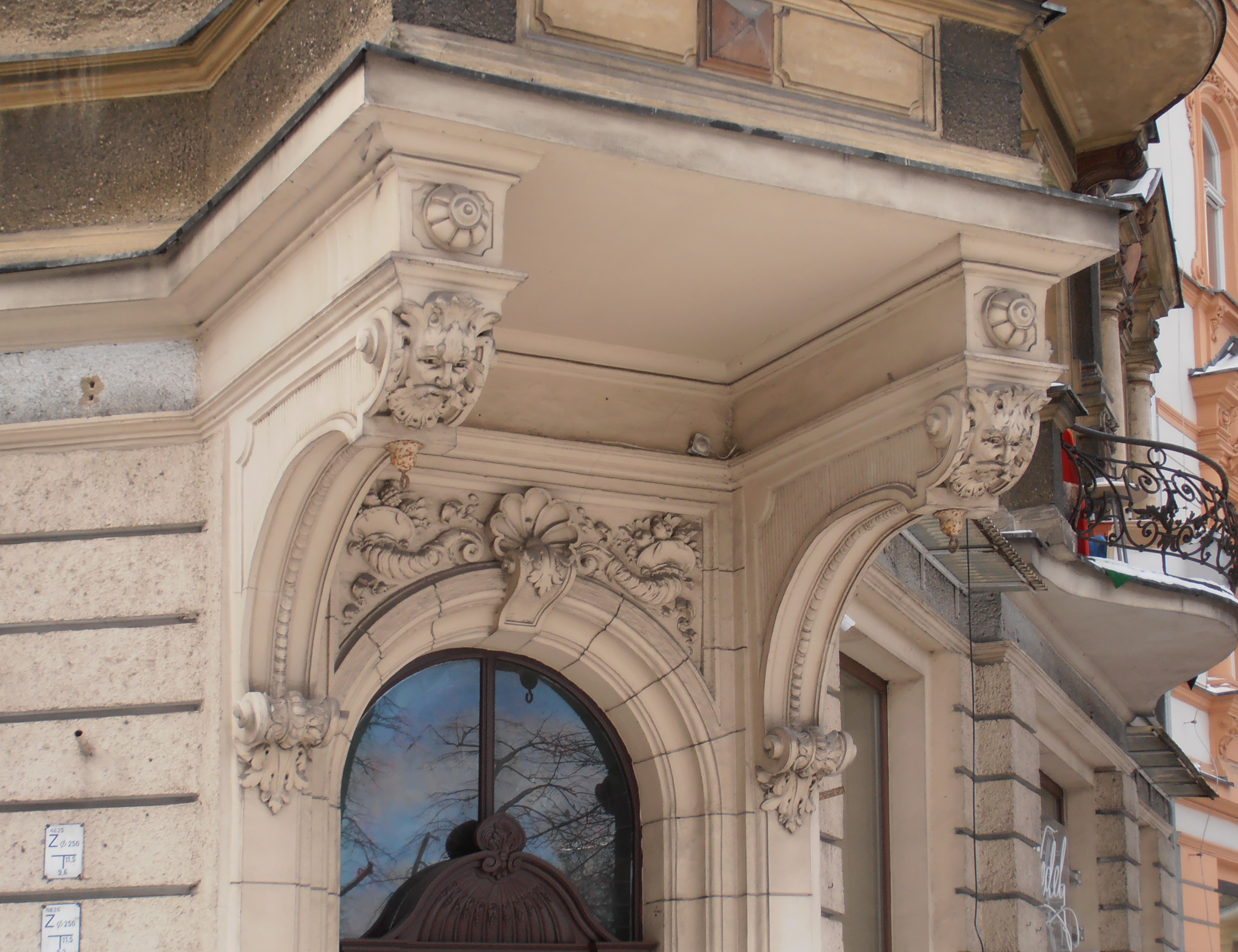
Konsole dźwigające narożny wykusz